# Delta Neajlovului

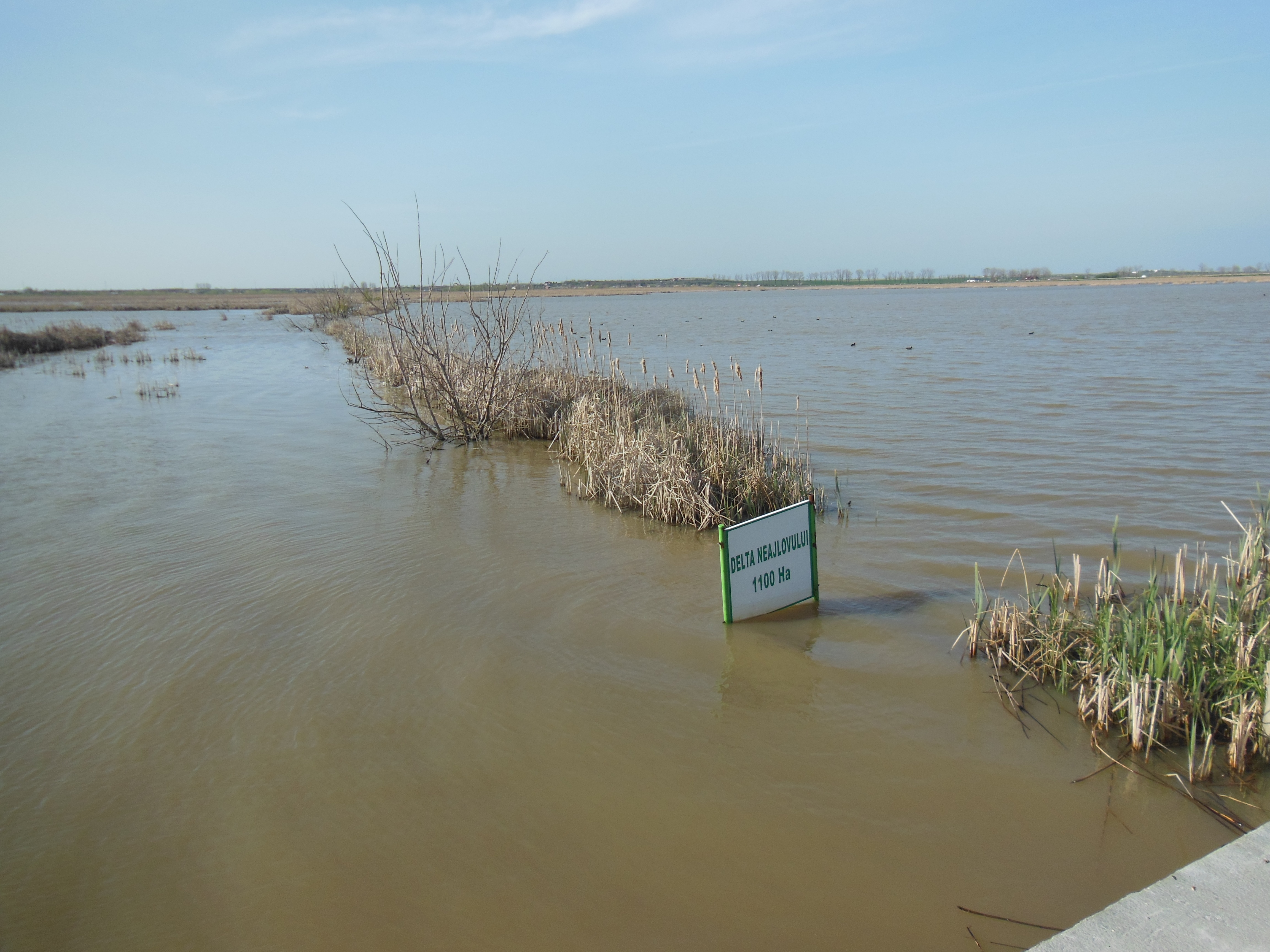

Delta Neajlovului sau Balta Comana, cum mai este numită, cu o suprafață de circa 1100 ha de zonă mlăștinoasă, alimentată de râul Neajlov, face parte din Parcul Natural Comana și este considerată cea mai mare zonă umedă din sudul României care ocupă locul doi din țară ca biodiversitate după Rezervația Biosferei Delta Dunării.
În Delta Neajlovului, aflată pe raza comunei Comana din județul Giurgiu, au fost recenzate 141 de specii de păsări, din care jumătate sunt protejate internațional, 19 specii de pești (din care două – țigănușul și cleanul de Comana se găsesc doar în acest areal natural) și 31 de specii de mamifere.
În cadrul proiectului Reconstrucția ecologică a Bălții Comana - județul Giurgiu, inițiat în 2009, între alte lucrări a figurat construirea unui dig-baraj pentru reconstrucția bălții Comana. Conform studiului de fezabilitate, construirea digului conduce la creșterea suprafeței luciului de apă la cca. 490 ha, reprezentând aproximativ 41 % din suprafața inițială a Bălții Comana, care înainte de desecări era de 1.180 ha. În funcție de condițiile meteorologice din zona Comana se estimează că la finalul proiectului se va realiza reconstrucție ecologică a unei suprafețe de minim 30 % din suprafața inițială a Bălții, prin îmbunătățirea habitatului speciilor protejate caracteristice zonei și prin creșterea, cu cel puțin 5 %, a numărului speciilor protejate.

## Galerie de imagini

Mănăstirea Comana văzută dinspre Delta Neajlovului